# ノーヒットノーラン
ノーヒットノーランは、野球、ソフトボールの試合における記録。
本項では一部、ノーヒットノーランに近いが異なる記録である、ノーヒッター（無安打試合; 英: no-hitter, no-no、メジャーリーグベースボールや世界野球ソフトボール連盟によって定義される）についても記述する。またノーヒットノーランの達成者についてはノーヒットノーラン達成者一覧を参照。

## 概説
野球・ソフトボールの試合において、投手が相手チームに安打も得点も一切許さず勝利することをノーヒットノーランと言う。
ノーランのラン”Run”は、得点を意味する野球用語であり、直訳すると「無安打無得点」。
安打のみならず一人の走者すらも出させずに完封勝利を挙げた場合は完全試合（パーフェクトゲーム）となる。完全試合もノーヒットノーランではあるが、ある具体的な事例について、完全試合とは言わず単に「ノーヒットノーラン」という場合は四球、死球、失策、打撃妨害、振り逃げのいずれかによる出塁を許したが生還させなかったことを含意する。日米ともに、完全試合の回数を含めて数えられる。なお、コールドゲーム、あるいは9回もしくは延長戦までおこなっての引き分け試合で無安打無得点を達成した場合は参考記録扱いとなる。一方で、延長戦でタイブレークに突入した場合、完全試合は認められなくなるのに対し、ノーヒットノーランは記録が継続する。
日本のプロ野球においては先発投手が完投で達成した場合は個人記録として公認されるが、複数の投手の継投による場合はチームの記録として公認される。社会人や高校などのアマチュア野球では個人記録のみ公認され、継投による達成は参考記録扱いとなる。
女子ソフトボールでは、上野由岐子が7度達成している（完全試合を含めると15度）。

## メジャーリーグベースボール
メジャーリーグベースボール (MLB) では2020年8月26日現在、完全試合23回を含んで304回達成されている。1991年に発表されたMLBの公式見解において、ノーヒッターとは「9回以上を一人または複数の投手が無安打に抑えた場合」と定義されている。したがって、四死球、ボーク、失策、犠打、犠飛、野手選択、打撃妨害、捕逸や暴投などで得点を許したが相手を無安打に抑えた試合も含まれる。また、継投による場合、チームが敗れた場合にもノーヒッターは記録される。

### 無安打試合にまつわる記録
最初の無安打試合
- MLB最初の無安打試合は、1876年7月15日、セントルイス・ブラウンストッキングスのジョージ・ブラッドリーが達成。
- アメリカンリーグ初の無安打試合は、1902年9月20日に、シカゴ・ホワイトソックスのニクシー・キャラハンが達成した。

達成回数・連続達成記録
通算達成回数で最も多い選手はノーラン・ライアンの計7回。2015年10月4日現在で複数回達成者は37人（継投による達成含む）、3回以上の達成者はノーラン・ライアン、サンディ・コーファックス、サイ・ヤング、ボブ・フェラー、ラリー・コーコラン、ジャスティン・バーランダーの6人。コーファックス、ヤングは完全試合を含む。
サンディ・コーファックスは、4年連続達成の記録を持つ。
ノーラン・ライアンは3年連続で達成している。そのうち最初の年度の1973年は2回達成。また1973年～1975年の3年連続、1990年～1991年の2年連続と2年以上連続を2回記録した。
ジョニー・ヴァンダー・ミーアは、1938年6月11日と6月15日、先発2試合連続の無安打無得点を達成した（ダブルノーヒッター）。MLBでは唯一の例である。
年間個人最多達成回数は2回でジョニー・ヴァンダー・ミーア、アリー・レイノルズ、バージャル・トラクス、ノーラン・ライアン、ロイ・ハラデー、マックス・シャーザーが達成。ハラデーは完全試合を含む。
MLB全体での年間最多達成回数は近代野球前が1884年の8回（ノーヒッター2回、ノーヒットノーラン6回）、近代野球では2021年の9回。
継投による達成は2015年8月14日現在で37投手により11回記録されている。そのうちヴァイダ・ブルー、マイク・ウィット、ケント・マッカー、コール・ハメルズの4人が単独でのノーヒットノーランも記録。ウィットは完全試合。
初登板（MLBデビュー戦）での達成
1892年10月15日 バンプス・ジョーンズ シンシナティ・レッズ 対 ピッツバーグ・パイレーツ（ナリーグ）スコア7-1 近代野球前の記録。1失点でのノーヒッター。
初先発での達成はテッド・ブリーテンスタイン、バンプス・ジョーンズ、ボボ・ホロマン、タイラー・ギルバートの順番で4人が達成しバンプス・ジョーンズのみがMLBデビュー戦での達成となっている。
両リーグでの達成
ナリーグ、アリーグでそれぞれで達成した投手はサイ・ヤング、ジム・バニング、ノーラン・ライアン、野茂英雄、ランディ・ジョンソンの5人。野茂は1996年（ドジャーズ）と2001年（レッドソックス）に記録している。サイ・ヤング、ジム・バニング、ランディ・ジョンソンは完全試合を含む。
完全試合から継投によるノーヒッター達成に変わった例
1917年6月23日のボストン・レッドソックス対ワシントン・セネターズにおいて、レッドソックス先発のベーブ・ルースが先頭打者に四球を与えた後に審判に対する抗議で退場となり、代わってマウンドに上がったアーニー・ショアが9回終了まで無安打無得点に抑え達成した。なお、1991年に記録見直しが行われるまで、この試合はショアによる完全試合という扱いであった。
6投手の継投による達成
2003年6月11日のインターリーグの試合で、ヒューストン・アストロズはロイ・オズワルト、ピーター・マンロー、カーク・サールース、ブラッド・リッジ、オクタビオ・ドーテル、ビリー・ワグナーの6投手を継投してニューヨーク・ヤンキースを無安打無得点に抑えた。
2012年6月9日のインターリーグの試合では、シアトル・マリナーズはケビン・ミルウッド、チャーリー・ファーブッシュ、スティーブン・プライヤー、ルーカス・リットキー、ブランドン・リーグ、トム・ウィルヘルムセンの6投手を継投してロサンゼルス・ドジャースを無安打無得点に抑えた。
9回まで両チーム無安打無得点試合
1917年5月2日のシンシナティ・レッズ対シカゴ・カブス戦で、レッズ先発のフレッド・トニーとカブス先発のヒッポ・ボーンが9回まで互いに無安打無得点。10回にボーンが2安打1失点で敗戦投手となり、トニーが延長10回を無安打無得点で抑えた。
無安打試合を達成しながら敗北
- 1964年4月23日: ヒューストン・コルト45's 0対1 シンシナティ・レッズ。コルト45'sのケン・ジョンソンが無安打試合を達成も敗戦。
- 1967年4月30日: ボルチモア・オリオールズ 1対2 デトロイト・タイガース。オリオールズはスティーブ・バーバー、ステュ・ミラーの継投で無安打試合を達成も敗戦。

マイナーリーグ、9回まで27奪三振で達成
1952年5月13日: ロン・ネッチアイ、マイナーリーグD級のブリストル・ツインズ対ウェルチ・マイナーズの試合で記録。振り逃げを含んでの達成。
この他、1990年7月1日、ニューヨーク・ヤンキースのアンディ・ホーキンスがシカゴ・ホワイトソックス戦で8回無安打に抑えながら、0対4で敗戦した試合がある。ホームのホワイトソックスが勝利し9回裏がない試合だったため、公式の無安打試合となっていない。この試合のホワイトソックスの4得点は、無安打チームが挙げた得点としてはMLB最多である。

## 日本野球

### プロ野球
日本プロ野球では、レギュラーシーズンにおいて（完全試合16人を含む）90人が、合計102回達成。この他、ポストシーズンにおいて1人が1回達成している。
チーム別無安打無得点達成試合数は読売ジャイアンツが17試合で最多、被達成試合数は中日ドラゴンズが14試合で最多となっている。上記のように楽天のみ達成記録がない。被達成については楽天も含め現存チームすべてが記録している。
2024年時点で、1シーズンに達成した投手の最高人数は5人で、1940年と2022年に記録されている。
継投による無安打無得点が記録された試合は日本シリーズでの完全試合1試合を含む以下の6試合である。ただし継投による無安打無得点はチームとしての記録として参考記録となり、個人記録にはならない。
- 太字は継投による完全試合。

| 達成日        | 達成チーム   | 登板した投手                                                          | スコア | 対戦相手     | 球場             | 備考 |
| ------------- | ------------ | --------------------------------------------------------------------- | ------ | ------------ | ---------------- | --- |
| 1941年6月22日 | 黒鷲         | 中河美芳 石原繁三                                                     | 2-0    | 名古屋       | 後楽園           | |
| 1941年8月2日  | 阪急         | 江田孝 森弘太郎                                                       | 2-0    | 名古屋       | 西宮             | 森は同年10月27日の名古屋戦（西宮）でも単独で達成している。                                                              |
| 2006年4月15日 | 日本ハム     | 八木智哉 武田久 MICHEAL                                               | 1-0    | ソフトバンク | ヤフードーム     | 2リーグ分裂後初。延長12回。八木は10回無安打無失点のまま降板となった。                                                   |
| 2017年6月14日 | 巨人         | 山口俊 マシソン カミネロ                                              | 3-0    | ソフトバンク | 東京ドーム       | 交流戦史上初。レギュラーシーズンにおいてはセ・リーグ初。山口は翌年7月27日の中日戦（東京ドーム）でも単独で達成している。 |
| 2021年8月15日 | ソフトバンク | スチュワート・ジュニア 津森宥紀 嘉弥真新也 松本裕樹 板東湧梧 甲斐野央 | 0-0    | 日本ハム     | 福岡PayPayドーム | 単独での達成を含めても史上初となる無安打無得点での引き分け（コールドゲームを除く）。6投手の継投での達成はNPB史上最多。  |

ポストシーズン
| 達成日        | 試合              | 達成チーム | 登板した投手      | スコア | 対戦相手 | 球場         | 備考                                   |
| ------------- | ----------------- | ---------- | ----------------- | ------ | -------- | ------------ | -------------------------------------- |
| 2007年11月1日 | 日本シリーズ第5戦 | 中日       | 山井大介 岩瀬仁紀 | 1-0    | 日本ハム | ナゴヤドーム | 完全試合。この試合でシリーズ優勝決定。 |

オールスターゲーム
投手に投球回数の制限がある（1人3イニング2/3を超えてはならない）ため必ず継投になるオールスターゲームでも、1回記録されている。
| 達成日        | 達成チーム | 登板した投手                                                                       | スコア | 対戦相手 | 球場 | 備考                            |
| ------------- | ---------- | ---------------------------------------------------------------------------------- | ------ | -------- | ---- | ------------------------------- |
| 1971年7月17日 | 全セ       | 江夏豊（阪神） 渡辺秀武（巨人） 高橋一三（巨人） 水谷寿伸（中日） 小谷正勝（大洋） | 5-0    | 全パ     | 西宮 | 第1戦 江夏の9連続奪三振の試合。 |

#### 参考
9回二死までを無安打無失点に抑えながら初安打を許した例
| 達成日         | 投手       | 所属       | スコア | 対戦相手   | 球場         | 備考 |
| -------------- | ---------- | ---------- | ------ | ---------- | ------------ | --- |
| 1940年3月30日  | 菊矢吉男   | ライオン   | 2-0    | 巨人       | 後楽園       | 水原茂が初安打。しかし、この後一挙三塁を狙うものの返球に刺されてゲームセット。 |
| 1940年6月16日  | 近藤久     | ライオン   | 1-0    | 南海       | 西宮         | 国久松一が初安打。 |
| 1948年7月18日  | 梶岡忠義   | 大阪       | 6-1    | 阪急       | 西宮         | 宮崎剛が初安打。 |
| 1950年3月16日  | 田宮謙次郎 | 大阪       | 7-0    | 国鉄       | 神宮         | 中村栄が内野安打。9回二死まで完全試合。田宮は中村を打ち取っていたが、三塁手の藤村富美男の判断ミスにより中村が出塁し、審判が藤村のために安打と判定したものだった。また、田宮にとっては最後の勝利投手で、この後打者に転向。                                                                                     |
| 1950年7月20日  | 阿部八郎   | 阪急       | 5-0    | 近鉄       | 日生         | 伊藤利夫が初安打。 |
| 1952年6月15日  | 別所毅彦   | 巨人       | 9-0    | 松竹       | 大阪         | 神崎安隆が内野安打。9回二死まで完全試合。なお、神崎はこれがプロ唯一の安打。 |
| 1957年6月24日  | 田沢芳夫   | 南海       | 13-0   | 近鉄       | 大阪         | 滝田政治が初安打。なおバッテリーを組んだのは野村克也。野村は現役時代、一度もノーヒット試合の捕手を務めなかったので、これが最長ノーヒットとなる。 |
| 1959年6月12日  | 梶本隆夫   | 阪急       | 7-0    | 近鉄       | 西宮         | 関森正治が初安打 |
| 1962年7月12日  | 村田元一   | 国鉄       | 1-0    | 阪神       | 後楽園       | 西山和良が内野安打。9回二死まで完全試合。こちらも村田が西山の打球を一塁手の星山晋徳がエラーしたところに、審判が星山のために安打と判定したものだった。 |
| 1963年5月26日  | バッキー   | 阪神       | 0-1    | 大洋       | 甲子園       | 浜中祥和に初安打。この後の9回裏で阪神は大洋に抑えられ、バッキーは初の「ノーヒットを逃して敗戦投手」となる。この日の「大洋×阪神」はダブルヘッダー、第1試合は小山正明が1回二死後に近藤和彦に本塁打を打たれただけの1安打勝利、そして大洋は「ダブルヘッダーで16イニング無安打だが片方の試合は勝利」という珍記録。 |
| 1963年6月16日  | 徳久利明   | 近鉄       | 7-0    | 阪急       | 日生         | 岡本健一郎が二塁打。 |
| 1965年7月15日  | 小山正明   | 東京       | 1-0    | 阪急       | 後楽園       | ウィンディが初安打。阪神時代の1956年6月6日の大洋戦（甲子園）、初回先頭打者の沖山光利に被安打されたが、その後はパーフェクトピッチングしたことがあり、史上唯一の「最初と最後に打たれてノーヒットを逃した」となる。                                                                                              |
| 1966年7月31日  | 安仁屋宗八 | 広島       | 2-0    | 巨人       | 広島市民     | 黒江透修が初安打。 |
| 1966年9月26日  | 佐藤公博   | 中日       | 1-3    | 巨人       | 後楽園       | 柴田勲が初安打。この後王貞治を敬遠し、森昌彦と勝負するが、森に逆転サヨナラ3点本塁打を打たれて敗戦投手（バッキーに次ぐ2度目だが、サヨナラゲームは唯一）。 |
| 1973年7月1日   | 上田二朗   | 阪神       | 4-0    | 巨人       | 甲子園       | 長嶋茂雄が初安打。 |
| 1979年6月9日   | 三沢淳     | 中日       | 1-0    | 巨人       | ナゴヤ       | 柳田真宏が初安打。厳密には、柳田初安打の9回表時点で0-0で、延長戦の可能性もあった（実際は9回裏・田尾安志のサヨナラ安打で中日勝利）。 |
| 1983年8月20日  | 仁科時成   | ロッテ     | 1-0    | 近鉄       | 川崎         | 仲根政裕が初安打。 |
| 1984年5月29日  | 仁科時成   | ロッテ     | 4-0    | 近鉄       | 日生         | 平野光泰が初安打。2度目の達成未遂は史上初。 |
| 1996年5月18日  | チェコ     | 広島       | 2-0    | 阪神       | 甲子園       | 久慈照嘉が初安打。 |
| 2002年8月26日  | 西口文也   | 西武       | 6-0    | ロッテ     | 西武ドーム   | 小坂誠が初安打。 |
| 2004年10月14日 | 吉見祐治   | 横浜       | 4-0    | 広島       | 広島市民     | 福地寿樹が初安打。なお福地はシーズン唯一の安打。 |
| 2005年5月13日  | 西口文也   | 西武       | 6-1    | 巨人       | 西武ドーム   | 清水隆行が本塁打。2度目の達成未遂は史上2人目で「交流戦での達成未遂」と「本塁打で阻まれる」は史上初。巨人はこれで6回目と歴代最多。 |
| 2009年7月10日  | 多田野数人 | 日本ハム   | 4-0    | ロッテ     | 札幌ドーム   | 大松尚逸が初安打。 |
| 2013年6月26日  | 古谷拓哉   | ロッテ     | 4-0    | オリックス | 京セラドーム | 坂口智隆が三塁打。 |
| 2022年7月20日  | 椋木蓮     | オリックス | 2-0    | 日本ハム   | 京セラドーム | 佐藤龍世が初安打。 |
| 参考           |            |            |        |            |              | |
| 1940年7月9日   | 福士勇     | ライオン   | 1-1    | 名古屋金鯱 | 後楽園       | 詳細は後述。 |
| 1962年4月8日   | 板東英二   | 中日       | 0-1    | 広島       | 中日         | 森永勝也が初安打。ただし4回に無安打で1失点。もし抑えたら1939年5月6日の南海（阪急戦。後述）以来の「相手を無安打に抑えながら負け」になっていた。 |

9回を無安打無失点に抑えながら延長で初安打を許した例
| 達成日        | 投手                         | 所属       | スコア | 対戦相手   | 球場             | 備考 |
| ------------- | ---------------------------- | ---------- | ------ | ---------- | ---------------- | --- |
| 1940年7月9日  | 福士勇                       | ライオン   | 1-1    | 名古屋金鯱 | 後楽園           | 11回二死、佐々木常助が初安打。11回表ライオンが1点入りリードしたが、佐々木は2-2まで追い込まれたものの安打、続く濃人渉にも打たれて勝ち星も失う。 |
| 1943年10月1日 | 真田重蔵                     | 朝日       | 3-0    | 南海       | 西宮             | 10回二死、中野正雄が初安打。初めての勝利投手。その後大陽時代の1949年9月6日（阪神戦）と、阪神時代の1952年5月7日（広島戦）でノーヒットを達成、始めて「逃した後に達成」（それも最多の2回）となるが、どちらも走者1人出しただけの準完全試合だった（前者は遊撃手の失策、後者は四球）。 |
| 1949年10月1日 | 杉下茂 服部受弘              | 中日       | 0-1    | 東急       | 中日             | 10回無死、服部から大下弘が本塁打。 |
| 1954年8月19日 | 宅和本司                     | 南海       | 0-1    | 毎日       | 大阪             | 10回二死、呉昌征が初安打。 |
| 1955年5月24日 | 荒巻淳                       | 毎日       | 0-4    | 大映       | 後楽園           | 11回一死、増田卓が初安打。「最終的に4点差」は歴代最多。 |
| 1958年5月18日 | 布施勝巳                     | 東映       | 0-1    | 南海       | 大阪             | 10回無死、広瀬叔功が初安打。 |
| 1958年10月9日 | 児玉泰                       | 中日       | 1-1    | 広島       | 中日             | 11回二死、拝藤宣雄（投手）が初安打。 |
| 1967年4月25日 | 坂井勝二                     | 東京       | 0-2    | 東映       | 東京             | 10回無死、種茂雅之が三塁打。 |
| 1990年5月9日  | 渡辺久信                     | 西武       | 2-0    | 日本ハム   | 東京ドーム       | 11回一死、小川浩一が初安打。1996年6月11日（オリックス戦）でノーヒットを達成、真田以来の「勝利投手」「逃した後に達成」。 |
| 2005年8月27日 | 西口文也                     | 西武       | 1-0    | 楽天       | 西武ドーム       | 10回無死、沖原佳典が初安打。9回終了まで完全試合。 |
| 2014年5月31日 | 金子千尋 平野佳寿 佐藤達也   | オリックス | 0-1    | 巨人       | 京セラドーム     | 11回一死、佐藤から片岡治大が初安打。 |
| 2022年4月17日 | 佐々木朗希 益田直也 西野勇士 | ロッテ     | 0-1    | 日本ハム   | ZOZOマリン       | 10回無死、西野から万波中正が本塁打。 |
| 2022年5月6日  | 大野雄大                     | 中日       | 1-0    | 阪神       | バンテリンドーム | 10回二死、佐藤輝明が二塁打。10回二死まで完全試合。 |
| 2023年8月13日 | 柳裕也 マルティネス          | 中日       | 2-1    | 広島       | バンテリンドーム | 10回二死、マルティネスから堂林翔太が本塁打。 |

無安打に抑えながら四球・失策・盗塁・犠打・進塁打で得点を許した例
| 達成日        | 投手                | 所属       | スコア | 対戦相手     | 球場           | 備考                                     |
| ------------- | ------------------- | ---------- | ------ | ------------ | -------------- | ---------------------------------------- |
| 1939年5月6日  | 宮口美吉 平野正太郎 | 南海       | 1-2    | 阪急         | 甲子園         | 日本プロ野球公式戦唯一の被安打0敗戦。    |
| 1939年8月3日  | 亀田忠              | イーグルス | 2-1    | 名古屋金鯱   | 西宮           | この試合を含め3度ノーヒッターを記録。    |
| 1959年5月21日 | 村山実              | 阪神       | 3-2    | 巨人         | 甲子園         |                                          |
| 1964年5月13日 | 牧野伸 山本重政     | 近鉄       | 3-1    | 南海         | 日生           |                                          |
| 2025年4月18日 | 今井達也 平良海馬   | 西武       | 2-1    | ソフトバンク | ベルーナドーム | 史上初となる無失策での無安打有得点試合。 |

9回以上を無安打無失点に抑えたまま9回終了以降に降板した例
| 達成日        | 投手     | 所属       | スコア | 対戦相手     | 球場             | 投球回 | 備考                                                               |
| ------------- | -------- | ---------- | ------ | ------------ | ---------------- | ------ | ------------------------------------------------------------------ |
| 2006年4月15日 | 八木智哉 | 日本ハム   | 1-0    | ソフトバンク | ヤフードーム     | 10     | 延長戦まで登板したケースとしては史上唯一。継投による無安打無得点。 |
| 2014年5月31日 | 金子千尋 | オリックス | 0-1    | 巨人         | 京セラドーム     | 9      | 9回裏代打で降板、継投による無安打無得点は11回一死まで継続。        |
| 2023年8月13日 | 柳裕也   | 中日       | 2-1    | 広島         | バンテリンドーム | 9      | 9回裏終了後に降板、継投による無安打無得点は10回二死まで継続。      |

無安打無失点のままスコアレスドローになった例
| 達成日        | 投手                                                                  | 所属         | スコア | 対戦相手 | 球場         | 備考                                        |
| ------------- | --------------------------------------------------------------------- | ------------ | ------ | -------- | ------------ | ------------------------------------------- |
| 2021年8月15日 | スチュワート・ジュニア 津森宥紀 嘉弥真新也 松本裕樹 板東湧梧 甲斐野央 | ソフトバンク | 0-0    | 日本ハム | PayPayドーム | 2021年は特別ルールにより延長がなく9回まで。 |

#### 二軍
二軍のイースタン・リーグ、ウエスタン・リーグでも1962年に巨人の山崎正之が完全試合で達成して以来、完投・継投を含め複数回達成されているが、このうち1試合だけ「両チーム無安打試合」が記録されている。これは日本プロ野球では唯一のケースである（2021年シーズン終了時点）。
| 達成日        | 投手   | 所属     | スコア | 対戦相手 | 球場     | 備考                                                                            |
| ------------- | ------ | -------- | ------ | -------- | -------- | ------------------------------------------------------------------------------- |
| 1994年4月26日 | 山部太 | ヤクルト | 1-0    | 西武     | 大宮市営 | 西武先発竹下潤も無安打で完投（失点1は、失策による走者を犠打で生還させたもの）。 |

ノーヒットノーラン初達成者（イースタン・リーグ初達成者）
- 山崎正之（巨人） 対大洋 1962年5月27日（銚子※巨人主催）　完全試合

ウエスタン・リーグ初達成者
- 滝村修平（広島） 対近鉄（広島）1962年6月23日

複数回達成者
- 城野勝博（広島） 対阪神 1965年8月19日（広島）、対南海（広島）1968年9月24日
- 松谷竜二郎（巨人）対大洋 1989年6月7日（平塚）、対大洋 1992年5月31日（草薙※巨人主催）

前述の竹下潤も1993年9月14日ヤクルト戦で無安打無得点を達成しており、無安打試合は二度記録している。
一軍で無安打無得点達成経験がある選手では、1970年に一軍で達成している渡辺秀武が1968年に二軍で達成しており、唯一の記録となっている。

#### 独立リーグ

##### 四国アイランドリーグplus
四国アイランドリーグplusでは、これまで4人が達成している（うち1人は、リーグの公式戦として扱われるNPB三軍との交流戦）。
| 達成日        | 投手     | 所属 | スコア | 対戦相手         | 球場                     |
| ------------- | -------- | ---- | ------ | ---------------- | ------------------------ |
| 2006年6月3日  | 高梨篤   | 高知 | 6-0    | 香川             | 高知                     |
| 2010年9月24日 | 前川勝彦 | 香川 | 8-0    | 愛媛             | レクザム                 |
| 2012年4月29日 | 安里基生 | 徳島 | 3-0    | 高知             | JAバンク徳島             |
| 2021年5月9日  | 藤井皓哉 | 高知 | 6-0    | ソフトバンク三軍 | タマホームスタジアム筑後 |

2017年8月29日の香川対巨人三軍の定期交流戦（丸亀市民球場、リーグ公式戦の一環）では香川が4人の投手の継投で、2020年8月15日の香川対徳島戦（レクザムスタジアム、7イニング制）では香川が3人の投手の継投で、2022年5月31日の徳島対ソフトバンク三軍の定期交流戦（むつみスタジアム）では徳島が6人の投手の継投で、それぞれ無安打無失点を達成している。
リーグ所属選手によるものではないが、2019年4月16日の高知対ソフトバンク三軍の定期交流戦（高知市野球場）では、ソフトバンクの渡辺健史がリーグ史上初の完全試合を達成した。

##### ベースボール・チャレンジ・リーグ
ベースボール・チャレンジ・リーグでは、これまで7人が達成している。
| 達成日        | 投手     | 所属 | スコア | 対戦相手 | 球場                   |
| ------------- | -------- | ---- | ------ | -------- | ---------------------- |
| 2010年5月29日 | 清水貴之 | 群馬 | 7-0    | 新潟     | 高崎城南               |
| 2012年9月23日 | 隆史     | 富山 | 2-0    | 福井     | 福井フェニックス       |
| 2013年7月15日 | 寺田哲也 | 新潟 | 11-0   | 群馬     | 渋川                   |
| 2014年8月12日 | 堤雅貴   | 群馬 | 3-0    | 信濃     | 長野県営               |
| 2017年4月22日 | トルス   | 新潟 | 6-0    | 武蔵     | 悠久山                 |
| 2019年6月25日 | トーレス | 群馬 | 7-0    | 茨城     | 水戸                   |
| 2023年8月25日 | 福井優也 | 福島 | 1-0    | 新潟     | しらさわグリーンパーク |

2018年4月13日の富山GRNサンダーバーズ対滋賀ユナイテッドベースボールクラブ戦（高岡西部総合公園野球場）では、富山の投手4人による継投でのノーヒットノーランが記録された。
また、参考記録として以下の記録がある。
| 達成日        | 投手     | 所属   | スコア | 対戦相手 | 球場     | 備考                                                     |
| ------------- | -------- | ------ | ------ | -------- | -------- | -------------------------------------------------------- |
| 2021年8月11日 | 山本雅士 | 神奈川 | 5-0    | 新潟     | 星槎中井 | 7イニング制ダブルヘッダー第1試合、参考記録ながら完全試合 |

##### 関西独立リーグ (2代目)
関西独立リーグ (2代目)では、これまで2人が達成している。
| 達成日        | 投手       | 所属 | スコア | 対戦相手 | 球場                       |
| ------------- | ---------- | ---- | ------ | -------- | -------------------------- |
| 2020年8月22日 | 河内山拓樹 | 堺   | 6-0    | 兵庫     | 南港中央                   |
| 2025年7月26日 | 﨑山颯人   | 堺   | 1-0    | 兵庫     | 神姫バスキッピースタジアム |

2022年9月6日の06BULLS対堺シュライクス戦（花園中央公園野球場）では、堺の投手4人の継投でのノーヒットノーランが記録された。

##### 九州アジアリーグ
九州アジアリーグではこれまで1人が達成している。
| 達成日       | 投手     | 所属       | スコア | 対戦相手 | 球場 | 備考 |
| ------------ | -------- | ---------- | ------ | -------- | ---- | ---- |
| 2024年7月1日 | 荒巻千尋 | 北九州下関 | 8-0    | 宮崎     | 小林 |      |

また、5回終了（7回制試合の得点差コールド）での参考記録として以下がある。
| 達成日        | 投手     | 所属       | スコア | 対戦相手 | 球場     | 備考                                                                    |
| ------------- | -------- | ---------- | ------ | -------- | -------- | ----------------------------------------------------------------------- |
| 2024年4月27日 | 西垣彰太 | 北九州下関 | 12-0   | 宮崎     | 筑豊緑地 | 7イニング制ダブルヘッダー第1試合、得点差コールドにより5回終了の参考記録 |

なお、2024年6月9日には、火の国サラマンダーズの松江優作が、準加盟球団の佐賀インドネシアドリームズとの公式戦で完全試合を達成している。

### 社会人野球

#### 都市対抗野球
都市対抗野球大会では、これまでに完全試合2人を含む5人が達成している。
| 開催年 | 大会   | 投手     | チーム               | 試合  | スコア | 相手                   | 球場             | 備考     |
| ------ | ------ | -------- | -------------------- | ----- | ------ | ---------------------- | ---------------- | -------- |
| 1940年 | 第14回 | 市田夏生 | 大阪市・中山製鋼     | 1回戦 | 2-0    | 京都市・京都協会       | 後楽園           |          |
| 1954年 | 第25回 | 岡本教平 | 川崎市・トキコ       | 2回戦 | 1-0    | 高砂町・鐘淵化学       | 後楽園           |          |
| 1957年 | 第28回 | 村上峻介 | 二瀬町・日鉄二瀬     | 1回戦 | 1-0    | 高砂市・鐘化カネカロン | 後楽園           | 完全試合 |
| 2011年 | 第82回 | 森内壽春 | 仙台市・JR東日本東北 | 1回戦 | 4-0    | 横浜市・三菱重工横浜   | 京セラドーム大阪 | 完全試合 |
| 2017年 | 第88回 | 阿部良亮 | さいたま市・日本通運 | 2回戦 | 2-0    | 門真市・パナソニック   | 東京ドーム       |          |

また、1971年の第42回大会で、大阪市・電電近畿が大阪市・日本生命戦で、無安打勝利をしている。スコアは1-0だった。

#### 日本選手権
社会人野球日本選手権大会では、これまでに完全試合1人を含む4人が達成している。
| 開催年 | 大会   | 投手       | チーム       | 試合     | スコア | 相手           | 球場             | 備考     |
| ------ | ------ | ---------- | ------------ | -------- | ------ | -------------- | ---------------- | -------- |
| 2009年 | 第36回 | 木林敏郎   | 三菱重工神戸 | 1回戦    | 1-0    | 鷺宮製作所     | 京セラドーム大阪 |          |
| 2016年 | 第42回 | 加賀美希昇 | JR西日本     | 2回戦    | 5-0    | JR東日本東北   | 京セラドーム大阪 |          |
| 2016年 | 第42回 | 猿渡真之   | 大阪ガス     | 準々決勝 | 3-0    | 鷺宮製作所     | 京セラドーム大阪 |          |
| 2017年 | 第43回 | 西村祐太   | JR東日本東北 | 1回戦    | 2-0    | 新日鉄住金広畑 | 京セラドーム大阪 | 完全試合 |

### 大学野球

#### 全日本大学野球選手権大会
全日本大学野球選手権大会ではこれまでに完全試合4人を含む8人が達成している。
| 開催年 | 大会   | 投手       | 大学                 | 試合   | スコア | 相手校                 | 球場       | 備考                      |
| ------ | ------ | ---------- | -------------------- | ------ | ------ | ---------------------- | ---------- | ------------------------- |
| 1965年 | 第14回 | 芝池博明   | 専修大学（東都）     | 準決勝 | 6-0    | 東海大学（首都）       | 神宮       | 完全試合                  |
| 1969年 | 第18回 | 久保田美郎 | 関西大学（関西）     | 1回戦  | 5-0    | 千葉商科大学（千葉）   | 神宮       | 完全試合                  |
| 1976年 | 第25回 | 森繁和     | 駒澤大学（東都）     | 1回戦  | 2-0    | 近大工学部（広島六）   | 神宮       | 完全試合                  |
| 1988年 | 第37回 | 葛西稔     | 法政大学（東京六）   | 1回戦  | 4-0    | 近大工学部（広島六）   | 神宮       |                           |
| 2004年 | 第53回 | 一場靖弘   | 明治大学（東京六）   | 2回戦  | 2-0    | 広島経済大学（広島六） | 神宮       | 完全試合                  |
| 2011年 | 第60回 | 久保田高弘 | 近大工学部（広島六） | 1回戦  | 3-0    | 名桜大学（九州地区）   | 東京ドーム |                           |
| 2022年 | 第71回 | 渡部雄大   | 東海大札幌（札幌）   | 1回戦  | 2-0    | 環太平洋大学（中国）   | 神宮       | 同日にNPBで今永昇太も達成 |
| 2023年 | 第72回 | 真城翔大   | 天理大学（阪神）     | 1回戦  | 4-0    | 西南学院大学（九州六） | 東京ドーム |                           |

#### 明治神宮野球大会
| 開催年 | 大会   | 投手         | 所属         | スコア | 対戦校       |
| ------ | ------ | ------------ | ------------ | ------ | ------------ |
| 1972年 | 第3回  | 田村政雄     | 中央大学     | 2-0    | 東海大学     |
| 1972年 | 第3回  | 山口高志     | 関西大学     | 1-0    | 慶應義塾大学 |
| 1991年 | 第22回 | 若松幸司     | 慶應義塾大学 | 4-0    | 広島経済大学 |
| 2012年 | 第43回 | 多和田真三郎 | 富士大学     | 3-0    | 国際武道大学 |

#### 東京六大学野球
東京六大学野球では完全試合3人を含む25人で計26回達成している。
| シーズン | 投手       | 大学         | スコア | 相手校       | 備考     |
| -------- | ---------- | ------------ | ------ | ------------ | -------- |
| 1925年秋 | 湯浅禎夫   | 明治大学     | 9-0    | 立教大学     |          |
| 1925年秋 | 湯浅禎夫   | 明治大学     | 1-0    | 東京帝国大学 |          |
| 1926年春 | 安田義信   | 明治大学     | 7-0    | 法政大学     |          |
| 1927年春 | 東武雄     | 東京帝国大学 | 1-0    | 立教大学     |          |
| 1928年秋 | 中村峰雄   | 明治大学     | 2-0    | 法政大学     |          |
| 1929年秋 | 鬼塚格三郎 | 明治大学     | 7-0    | 法政大学     |          |
| 1941年春 | 高塚誠治   | 慶應義塾大学 | 5-0    | 東京帝国大学 |          |
| 1942年春 | 藤本英雄   | 明治大学     | 3-0    | 立教大学     |          |
| 1948年秋 | 平古場昭二 | 慶應義塾大学 | 6-0    | 東京大学     |          |
| 1949年春 | 加藤雄司   | 慶應義塾大学 | 6-0    | 法政大学     |          |
| 1954年春 | 藤田元司   | 慶應義塾大学 | 7-0    | 東京大学     |          |
| 1955年春 | 東実       | 立教大学     | 6-0    | 東京大学     |          |
| 1957年秋 | 杉浦忠     | 立教大学     | 8-0    | 早稲田大学   |          |
| 1964年春 | 渡辺泰輔   | 慶應義塾大学 | 1-0    | 立教大学     | 完全試合 |
| 1966年秋 | 星野仙一   | 明治大学     | 5-0    | 立教大学     |          |
| 1970年春 | 横山忠夫   | 立教大学     | 10-0   | 東京大学     |          |
| 1989年秋 | 若松幸司   | 慶應義塾大学 | 14-0   | 東京大学     |          |
| 1998年秋 | 福山龍太郎 | 法政大学     | 7-0    | 立教大学     |          |
| 1999年秋 | 木塚敦志   | 明治大学     | 11-0   | 東京大学     |          |
| 2000年秋 | 上重聡     | 立教大学     | 7-0    | 東京大学     | 完全試合 |
| 2004年春 | 日野泰彰   | 立教大学     | 7-0    | 早稲田大学   |          |
| 2010年春 | 竹内大助   | 慶應義塾大学 | 7-0    | 東京大学     |          |
| 2013年春 | 高梨雄平   | 早稲田大学   | 3-0    | 東京大学     | 完全試合 |
| 2013年秋 | 加嶋宏毅   | 慶應義塾大学 | 5-0    | 東京大学     |          |
| 2016年秋 | 加藤拓也   | 慶應義塾大学 | 8-0    | 東京大学     |          |
| 2025年春 | 伊藤樹     | 早稲田大学   | 1-0    | 明治大学     |          |

また継投による無安打無得点も2回達成されている。ただしこれは参考記録扱いで、達成人数には含めない。
| シーズン | 投手              | 大学         | スコア | 相手校   |
| -------- | ----------------- | ------------ | ------ | -------- |
| 1951年春 | 井上安男 畑間正夫 | 明治大学     | 8-0    | 東京大学 |
| 1970年春 | 工藤真 長谷部優   | 慶應義塾大学 | 3-0    | 東京大学 |

※1942年までの大学は全て旧制。

#### 東都大学野球
東都大学野球1部では、完全試合2人を含む10人で計11回達成している。また、2部において完全試合を2人が2回、3部において完全試合を2人が2回、1部と2部の入れ替え戦において2人が2回、2部と3部の入れ替え戦において1人が1回達成している。
| シーズン   | 投手     | 大学         | リーグ           | 相手校       | 備考     |
| ---------- | -------- | ------------ | ---------------- | ------------ | -------- |
| 1941年春   | 一言多十 | 専修大学     | 1部              | 國學院大學   |          |
| 1941年秋   | 石原秀夫 | 中央大学     | 1部              | 東京農業大学 |          |
| 1953年秋   | 河内忠吾 | 日本大学     | 1部              | 駒澤大学     | 完全試合 |
| 1954年春   | 島津四郎 | 日本大学     | 1部              | 東京農業大学 |          |
| 1954年不明 | 伊藤芳明 | 中央大学     | 1部              | 東京農業大学 |          |
| 1955年春   | 島津四郎 | 日本大学     | 1部              | 駒澤大学     | 完全試合 |
| 1955年秋   | 林茂     | 青山学院大学 | 3部              | 不明         | 完全試合 |
| 1957年秋   | 高林康治 | 日本大学     | 1部              | 駒澤大学     |          |
| 1958年春   | 若生照元 | 中央大学     | 1部              | 東京農業大学 |          |
| 1961年春   | 大石泰章 | 亜細亜大学   | 3部              | 不明         | 完全試合 |
| 1965年秋   | 渡辺一雄 | 東京農業大学 | 2部              | 不明         | 完全試合 |
| 1979年春   | 香坂英典 | 中央大学     | 1部              | 東洋大学     |          |
| 1990年春   | 和田孝志 | 東洋大学     | 1部              | 亜細亜大学   |          |
| 1994年春   | 綱島好太 | 大正大学     | 2部3部入れ替え戦 | 拓殖大学     |          |
| 1996年春   | 倉則彦   | 東洋大学     | 1部2部入れ替え戦 | 国士舘大学   |          |
| 2002年秋   | 梅津智弘 | 國學院大學   | 2部              | 拓殖大学     | 完全試合 |
| 2004年秋   | 山木正博 | 亜細亜大学   | 1部              | 東洋大学     |          |
| 2008年春   | 渡辺洋平 | 中央大学     | 1部2部入れ替え戦 | 駒澤大学     |          |

また継投による無安打無得点も1部で2回達成されている（ただしこれは参考記録扱いで、達成人数には含めない）。
| シーズン | 投手                | 大学       | リーグ | 相手校   |
| -------- | ------------------- | ---------- | ------ | -------- |
| 1947年秋 | 田宮謙次郎 児玉光彦 | 日本大学   | 1部    | 中央大学 |
| 1955年秋 | 宮本進 草刈廣       | 学習院大学 | 1部    | 日本大学 |

※1942年までの大学は全て旧制。

### 高校野球

#### 選抜高等学校野球大会
選抜高等学校野球大会（センバツ・春の甲子園）では完全試合2人を含む12人が達成している。
| 開催年 | 大会   | 投手           | 学校                 | 試合     | スコア | 相手校             | 備考     |
| ------ | ------ | -------------- | -------------------- | -------- | ------ | ------------------ | -------- |
| 1931年 | 第8回  | 灰山元治       | 広島商（広島）       | 2回戦    | 4-0    | 坂出商（香川）     |          |
| 1933年 | 第10回 | 河合信雄       | 一宮中（愛知）       | 1回戦    | 3-0    | 松山商（愛媛）     |          |
| 1933年 | 第10回 | 森田俊男       | 海草中（和歌山）     | 1回戦    | 3-0    | 桐生中（群馬）     |          |
| 1938年 | 第15回 | 野口二郎       | 中京商（愛知）       | 準々決勝 | 4-0    | 海草中（和歌山）   |          |
| 1951年 | 第23回 | 野武貞次       | 鳴尾（兵庫）         | 1回戦    | 5-0    | 静岡城内（静岡）   |          |
| 1955年 | 第27回 | 今泉喜一郎     | 桐生（群馬）         | 準々決勝 | 12-0   | 明星（大阪）       |          |
| 1967年 | 第39回 | 野上俊夫       | 市和歌山商（和歌山） | 2回戦    | 5-0    | 三重（三重）       |          |
| 1976年 | 第48回 | 戸田秀明       | 鉾田一（茨城）       | 1回戦    | 1-0    | 糸魚川商工（新潟） |          |
| 1978年 | 第50回 | 松本稔         | 前橋（群馬）         | 1回戦    | 1-0    | 比叡山（滋賀）     | 完全試合 |
| 1991年 | 第63回 | 和田友貴彦     | 大阪桐蔭（大阪）     | 1回戦    | 10-0   | 仙台育英（宮城）   |          |
| 1994年 | 第66回 | 中野真博       | 金沢（石川）         | 1回戦    | 3-0    | 江の川（島根）     | 完全試合 |
| 2004年 | 第76回 | ダルビッシュ有 | 東北（宮城）         | 1回戦    | 2-0    | 熊本工（熊本）     |          |

また継投による無安打無得点も1回達成されている（ただしこれは参考記録扱いで、達成人数には含めない）。
| 開催年 | 大会   | 投手              | 学校           | 試合  | スコア | 相手校       |
| ------ | ------ | ----------------- | -------------- | ----- | ------ | ------------ |
| 1955年 | 第27回 | 谷本隆路 広島尚保 | 浪華商（大阪） | 1回戦 | 6-0    | 立教（東京） |

##### 参考
9回を無安打無失点に抑えながら延長で初安打を許した例
| 開催年 | 大会   | 投手     | 学校   | 試合  | スコア | 相手校 | 備考                   |
| ------ | ------ | -------- | ------ | ----- | ------ | ------ | ---------------------- |
| 1933年 | 第10回 | 吉田正男 | 中京商 | 2回戦 | 1-0    | 興国商 | 13回一死に初安打される |
| 2009年 | 第81回 | 中野隆之 | PL学園 | 2回戦 | 1-2    | 南陽工 | 10回一死に初安打される |
| 2018年 | 第90回 | 増居翔太 | 彦根東 | 2回戦 | 0-1    | 花巻東 | 10回無死に初安打される |

※1938年までの学校は全て旧制。

#### 全国高等学校野球選手権大会
全国高等学校野球選手権大会（夏の甲子園）では22人が計23回達成している。完全試合は達成されていない。
| 開催年 | 大会   | 投手       | 学校               | 試合     | スコア | 相手校               | 備考                                                                                      |
| ------ | ------ | ---------- | ------------------ | -------- | ------ | -------------------- | ----------------------------------------------------------------------------------------- |
| 1916年 | 第2回  | 松本終吉   | 市岡中（大阪）     | 準々決勝 | 8-0    | 一関中（岩手）       |                                                                                           |
| 1927年 | 第13回 | 八十川胖   | 広陵中（広島）     | 2回戦    | 8-0    | 敦賀商（福井）       |                                                                                           |
| 1928年 | 第14回 | 伊藤次郎   | 平安中（京都）     | 準決勝   | 6-0    | 北海中（北海道）     |                                                                                           |
| 1932年 | 第18回 | 楠本保     | 明石中（兵庫）     | 1回戦    | 4-0    | 北海中（北海道）     |                                                                                           |
| 1932年 | 第18回 | 水澤清     | 長野商（長野）     | 2回戦    | 6-0    | 遠野中（岩手）       |                                                                                           |
| 1932年 | 第18回 | 岡本敏男   | 熊本工（熊本）     | 準々決勝 | 3-0    | 石川師範（石川）     |                                                                                           |
| 1933年 | 第19回 | 吉田正男   | 中京商（愛知）     | 1回戦    | 11-0   | 善隣商（朝鮮）       |                                                                                           |
| 1934年 | 第20回 | 長谷川治   | 海南中（和歌山）   | 2回戦    | 5-0    | 神戸一中（兵庫）     |                                                                                           |
| 1936年 | 第22回 | 小林悟桜   | 和歌山商（和歌山） | 2回戦    | 10-0   | 福井商（福井）       |                                                                                           |
| 1938年 | 第24回 | 浦野隆夫   | 大分商（大分）     | 1回戦    | 4-0    | 台北一中（台湾）     |                                                                                           |
| 1939年 | 第25回 | 嶋清一     | 海草中（和歌山）   | 準決勝   | 8-0    | 島田商（静岡）       |                                                                                           |
| 1939年 | 第25回 | 嶋清一     | 海草中（和歌山）   | 決勝     | 5-0    | 下関商（山口）       | 2試合連続で達成、決勝では初                                                               |
| 1951年 | 第33回 | 服部茂次   | 熊谷（埼玉）       | 準決勝   | 4-0    | 県和歌山商（和歌山） |                                                                                           |
| 1957年 | 第39回 | 清沢忠彦   | 岐阜商（岐阜）     | 1回戦    | 7-0    | 津島商工（愛知）     |                                                                                           |
| 1957年 | 第39回 | 王貞治     | 早稲田実（東京）   | 2回戦    | 1-0    | 寝屋川（大阪）       | 延長11回（延長戦での達成は初）                                                            |
| 1958年 | 第40回 | 森光正吉   | 高知商（高知）     | 2回戦    | 5-0    | 松阪商（三重）       |                                                                                           |
| 1969年 | 第51回 | 降旗英行   | 松商学園（長野）   | 1回戦    | 14-0   | 三笠（北海道）       |                                                                                           |
| 1973年 | 第55回 | 有田二三男 | 北陽（大阪）       | 3回戦    | 1-0    | 高鍋（宮崎）         |                                                                                           |
| 1981年 | 第63回 | 工藤公康   | 名古屋電気（愛知） | 2回戦    | 4-0    | 長崎西（長崎）       |                                                                                           |
| 1982年 | 第64回 | 新谷博     | 佐賀商（佐賀）     | 1回戦    | 7-0    | 木造（青森）         | 9回二死から死球を与えて、史上初の完全試合を逃す                                           |
| 1987年 | 第69回 | 芝草宇宙   | 帝京（東京）       | 2回戦    | 3-0    | 東北（宮城）         |                                                                                           |
| 1998年 | 第80回 | 杉内俊哉   | 鹿児島実（鹿児島） | 1回戦    | 4-0    | 八戸工大一（青森）   | プロ入り後、巨人在籍時の2012年にも達成 高校野球の全国大会とプロ野球の双方での達成は史上初 |
| 1998年 | 第80回 | 松坂大輔   | 横浜（神奈川）     | 決勝     | 3-0    | 京都成章（京都）     | 決勝では59年ぶり2回目                                                                     |

また継投による無安打無得点も1回達成されている。ただしこれは参考記録扱いで、達成人数には含めない。
| 開催年 | 大会   | 投手            | 学校           | 試合  | スコア | 相手校         |
| ------ | ------ | --------------- | -------------- | ----- | ------ | -------------- |
| 1933年 | 第19回 | 楠本保 中田武雄 | 明石中（兵庫） | 2回戦 | 10-0   | 水戸商（茨城） |

##### 参考
9回を無安打無失点に抑えながら延長で初安打を許した例
| 開催年 | 大会   | 投手     | 学校 | 試合     | スコア | 相手校 | 備考                   |
| ------ | ------ | -------- | ---- | -------- | ------ | ------ | ---------------------- |
| 1954年 | 第36回 | 田村義道 | 北海 | 準々決勝 | 0-1    | 新宮   | 12回一死に初安打される |
| 1984年 | 第66回 | 安部伸一 | 境   | 1回戦    | 0-1    | 法政一 | 10回二死に初安打される |

※1939年までの学校は全て旧制中学。

#### 明治神宮大会
明治神宮野球大会（秋季高校野球）では、これまで1人が達成している。
| 開催年 | 大会  | 投手   | 学校             | 試合   | スコア | 相手校       | 備考 |
| ------ | ----- | ------ | ---------------- | ------ | ------ | ------------ | ---- |
| 1974年 | 第5回 | 金子隆 | 日大山形（山形） | 準決勝 | 12-0   | 崇徳（広島） |      |

## 韓国野球

### 韓国野球委員会
KBOリーグでは2017年現在、14人が達成している。

## 台湾野球

### 中華職業棒球大聯盟
中華職業棒球大聯盟では2024年現在、11人が達成している（うち1人は完全試合）。

## 国際試合
- 1971年11月2日 - 富山市で行われた日米野球1971第7戦の読売ジャイアンツ対ボルチモア・オリオールズ戦で、オリオールズのパット・ドブソンが3四球を与えながらもノーヒットノーランを達成している。「鋭いスライダーに大きなカーブ、見たこともないチェンジアップに、重くて速いストレート」を織り交ぜた。ドブソンは試合後に「マークしたのはオー（王貞治）だけだった」と振り返っている[23]。
- 1990年11月11日 - 東京ドームで開催された日米野球1990第8戦で、全米オールスターズのチャック・フィンリーが5回まで投げて安打を許さず、6回から継投したランディ・ジョンソンも2四球を与えながらも安打を許さず、継投によるノーヒットノーランを達成している[24]。
- 2006年3月10日 - 第1回 ワールド・ベースボール・クラシック1次リーグC組パナマ対オランダ戦で、オランダ代表のシャイロン・マルティスが球数制限内の65球で7回を無安打無得点に抑え、味方打線も10得点でコールド勝ちとなり、ノーヒットノーランを達成している。
- 2014年11月15日 - 東京ドームで開催された日米野球2014第3戦で、侍ジャパンが則本昂大、西勇輝、牧田和久、西野勇士の4人の継投による[注釈 5]ノーヒットノーランを達成している[25]。
- 2021年5月31日 - 2020年東京オリンピックアメリカ大陸予選オープニングラウンドB組カナダ対コロンビア戦で、カナダ代表がアンドリュー・アルバース、ブレンダン・マクギガン、ベン・オニシュコの3人の継投によるノーヒットノーランを達成している[26]。